# Thal-Drulingen
Pour les articles homonymes, voir Thal et Drulingen.
Thal-Drulingen, dénommée localement Thal près Drulingen, est une commune française, située dans la circonscription administrative du Bas-Rhin et, depuis le 1er janvier 2021, dans le territoire de la Collectivité européenne d'Alsace, en région Grand Est. 
Depuis 1793, cette commune se trouve dans la région historique et culturelle d'Alsace.

## Géographie
La commune est située dans la région naturelle de l'Alsace Bossue, à 9 km de Drulingen, à 6 km de Diemeringen et à 8 km de Sarre-Union. Elle est à proximité de la route D 1061 allant de Phalsbourg à Sarrebruck. La sortie 43 de l'autoroute A4 se trouve dans les limites administratives de la commune.
| Rimsdorf |                | Mackwiller |
|          | Thal-Drulingen |            |
| Burbach  |                | Berg       |

### Écarts et lieux-dits
- Parc d'activités d'Alsace Bossue[1], à la sortie 43 de l'autoroute A4.

### Hydrographie
La commune est dans le bassin versant du Rhin au sein du bassin Rhin-Meuse. Elle est drainée par le ruisseau Burbach, le ruisseau de Chapelle et le ruisseau Hoellgraben,.

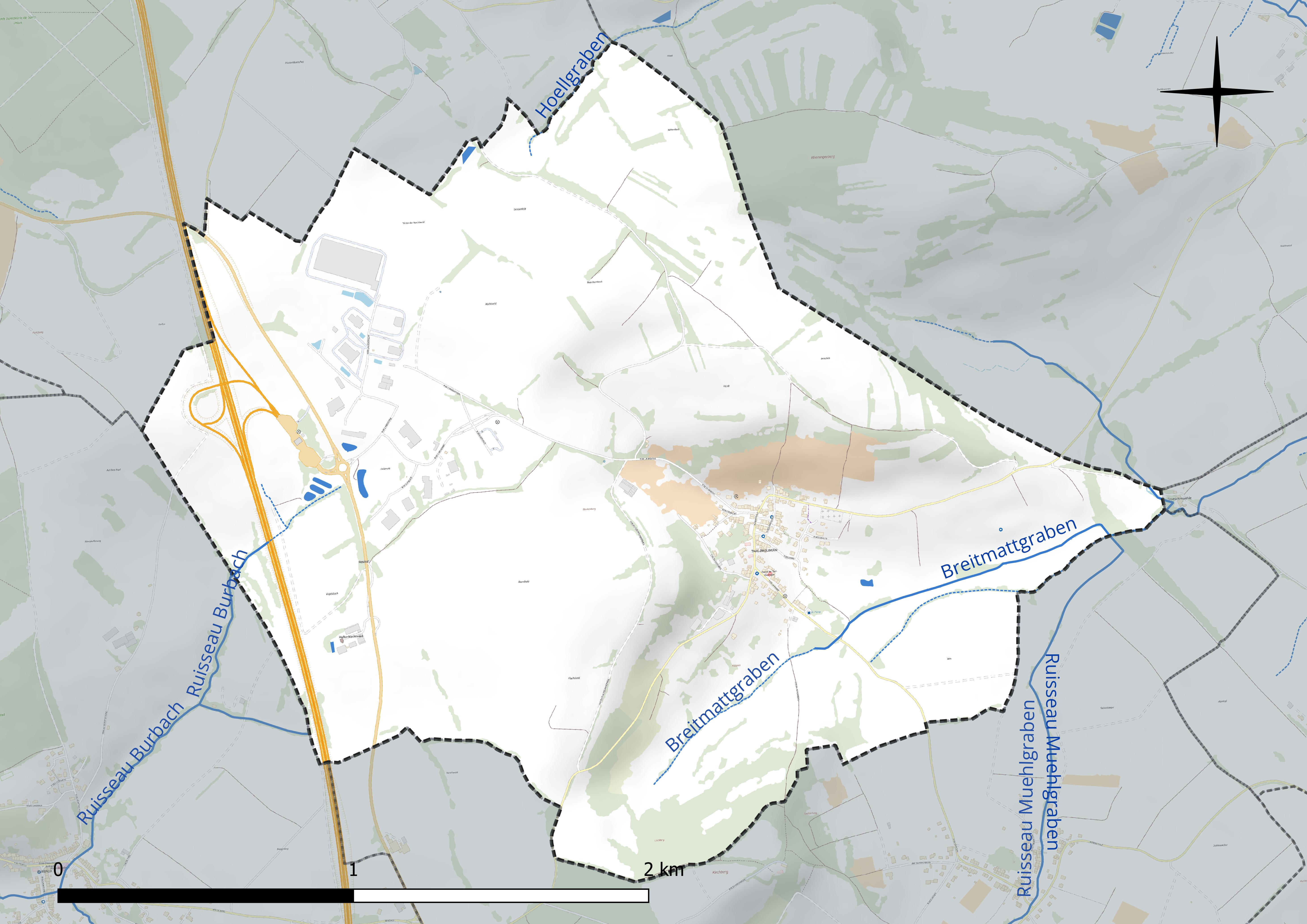
Réseau hydrographique de Thal-Drulingen.

### Climat
Pour des articles plus généraux, voir Climat du Grand Est et Climat du Bas-Rhin.
En 2010, le climat de la commune est de type climat des marges montargnardes, selon une étude du Centre national de la recherche scientifique s'appuyant sur une série de données couvrant la période 1971-2000. En 2020, Météo-France publie une typologie des climats de la France métropolitaine dans laquelle la commune est exposée à un climat semi-continental et est dans la région climatique  Vosges, caractérisée par une pluviométrie très élevée (1 500 à 2 000 mm/an) en toutes saisons et un hiver rude (moins de 1 °C). 
Pour la période 1971-2000, la température annuelle moyenne est de 9,8 °C, avec une amplitude thermique annuelle de 16,9 °C. Le cumul annuel moyen de précipitations est de 1 091 mm, avec 11,1 jours de précipitations en janvier et 10 jours en juillet. Pour la période 1991-2020, la température moyenne annuelle observée sur la station météorologique de Météo-France la plus proche, « Berg », sur la commune de Berg à 2 km à vol d'oiseau, est de 10,4 °C et le cumul annuel moyen de précipitations est de 801,8 mm. 
La température maximale relevée sur cette station est de 37,4 °C, atteinte le 25 juillet 2019 ; la température minimale est de −16,8 °C, atteinte le 7 février 2012,,. 
Les paramètres climatiques de la commune ont été estimés pour le milieu du siècle (2041-2070) selon différents scénarios d'émission de gaz à effet de serre à partir des nouvelles projections climatiques de référence DRIAS-2020. Ils sont consultables sur un site dédié publié par Météo-France en novembre 2022.

## Urbanisme

### Typologie
Au 1er janvier 2024, Thal-Drulingen est catégorisée commune rurale à habitat dispersé, selon la nouvelle grille communale de densité à sept niveaux définie par l'Insee en 2022.
Elle est située hors unité urbaine et hors attraction des villes,.

### Occupation des sols
L'occupation des sols de la commune, telle qu'elle ressort de la base de données européenne d’occupation biophysique des sols Corine Land Cover (CLC), est marquée par l'importance des territoires agricoles (100 % en 2018), une proportion identique à celle de 1990 (100 %). La répartition détaillée en 2018 est la suivante : prairies (44,7 %), terres arables (41,9 %), zones agricoles hétérogènes (13,3 %). L'évolution de l’occupation des sols de la commune et de ses infrastructures peut être observée sur les différentes représentations cartographiques du territoire : la carte de Cassini (XVIIIe siècle), la carte d'état-major (1820-1866) et les cartes ou photos aériennes de l'IGN pour la période actuelle (1950 à aujourd'hui).

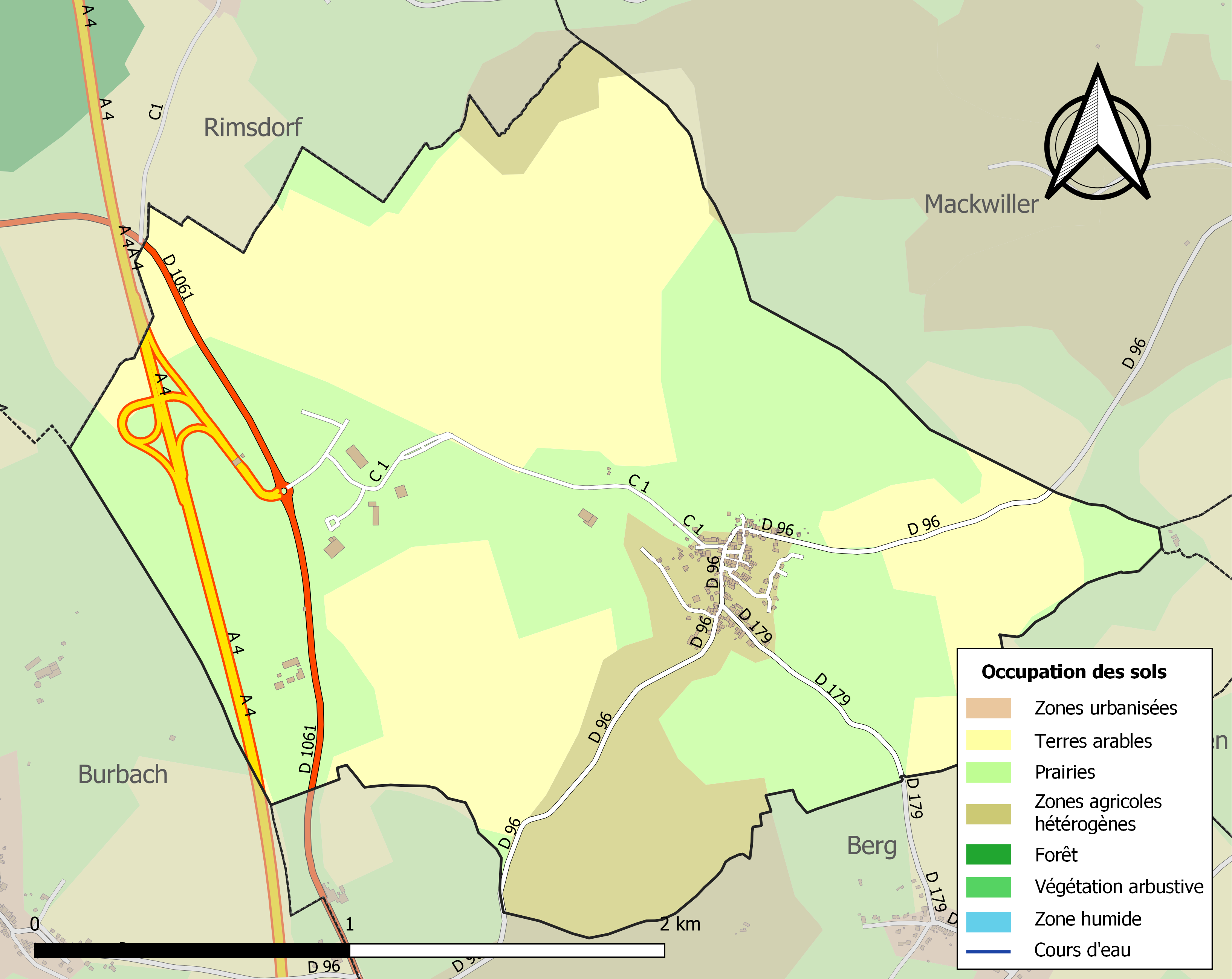
Carte des infrastructures et de l'occupation des sols de la commune en 2018 (CLC).

## Toponymie
Le nom de la localité est attesté sous les formes Dale en 1487, Thal en 1793 et Thal-Drulingen en 1801.
- Dààl en francique rhénan. Thal bei Drulingen en allemand.

Thal est un mot germanique signifiant vallée (on le retrouve dans le terme géographique talweg ou thalweg). Il entre dans la composition de nombreux noms de lieux dans l'aire linguistique germanique, ainsi que certains patronymes.
Drulingen tire son nom d'un nom de personne germanique : Trutlind, suivi du suffixe -ingen.

## Histoire
L’histoire de Thal-Drulingen est liée à celle de Berg. Ce sont les habitants du Kirchberg qui ont fondé ce village. Thal-Drulingen faisait autrefois avec Berg une semi-communauté.
En alsacien comme en allemand, la signification de ces deux mots est : Berg « montagne » et Thal « vallée ». Berg est situé plus bas (et plus au sud) que Thal L'explication réside dans le fait que Berg était initialement situé sur la côte du Kirchberg mais, au XVIe siècle ses habitants choisirent de reconstruire leur village un peu plus bas, dans la vallée de Muhlgraben. Au XIIIe siècle, une partie de ses habitants, lassés de leurs difficiles conditions de vie, avaient choisi de migrer un peu plus au nord et au pied du mont, pour y fonder Thal. Aujourd’hui Berg « la montagne » est  situé au fond d’une vallée, plus bas que son voisin Thal « la vallée ».
Avant 1793, la commune appartenait au comté de Sarrewerden, devenant par la suite alsacienne.

### Héraldique
| Blason de Thal-Drulingen | Blason  | Coupé : au premier de sable à l'aigle bicéphale d'argent, becquée et membrée d'or, lampassée de gueules, au second d'argent aux deux coupeaux de sinople mouvant de la pointe. |
| Blason de Thal-Drulingen | Détails | |

## Politique et administration
| Période                                  | Période                   | Identité                                    | Étiquette | Qualité |
| ---------------------------------------- | ------------------------- | ------------------------------------------- | --------- | ------- |
| avant 1988                               | ?                         | Charles Gerber                              |           |         |
| mars 2001                                | En cours (au 31 mai 2020) | Freddy Bach, Réélu pour le mandat 2020-2026 |           |         |
| Les données manquantes sont à compléter. |                           |                                             |           |         |

## Démographie
L'évolution du nombre d'habitants est connue à travers les recensements de la population effectués dans la commune depuis 1793. Pour les communes de moins de 10 000 habitants, une enquête de recensement portant sur toute la population est réalisée tous les cinq ans, les populations de référence des années intermédiaires étant quant à elles estimées par interpolation ou extrapolation. Pour la commune, le premier recensement exhaustif entrant dans le cadre du nouveau dispositif a été réalisé en 2004.

En 2022, la commune comptait 189 habitants, en évolution de +3,28 % par rapport à 2016 (Bas-Rhin : +3,17 %, France hors Mayotte : +2,11 %).
| 1793 | 1800 | 1806 | 1821 | 1831 | 1836 | 1841 | 1846 | 1851 |
| ---- | ---- | ---- | ---- | ---- | ---- | ---- | ---- | ---- |
| 287  | 261  | 255  | 391  | 414  | 432  | 400  | 383  | 386  |

| 1856 | 1861 | 1866 | 1871 | 1875 | 1880 | 1885 | 1890 | 1895 |
| ---- | ---- | ---- | ---- | ---- | ---- | ---- | ---- | ---- |
| 318  | 326  | 348  | 337  | 325  | 344  | 350  | 357  | 367  |

| 1900 | 1905 | 1910 | 1921 | 1926 | 1931 | 1936 | 1946 | 1954 |
| ---- | ---- | ---- | ---- | ---- | ---- | ---- | ---- | ---- |
| 384  | 372  | 371  | 316  | 316  | 292  | 282  | 280  | 285  |

| 1962 | 1968 | 1975 | 1982 | 1990 | 1999 | 2004 | 2006 | 2009 |
| ---- | ---- | ---- | ---- | ---- | ---- | ---- | ---- | ---- |
| 265  | 240  | 206  | 205  | 201  | 186  | 167  | 165  | 177  |

| 2014 | 2019 | 2022 | - | - | - | - | - | - |
| ---- | ---- | ---- | - | - | - | - | - | - |
| 181  | 186  | 189  | - | - | - | - | - | - |

## Économie
L'entreprise kimmel aurait pour projet d’implanter un restaurant Mc Donald's dans la commune.

## Lieux et monuments
- Église catholique de Thal-Drulingen[23].
- Église protestante de Thal-Drulingen.

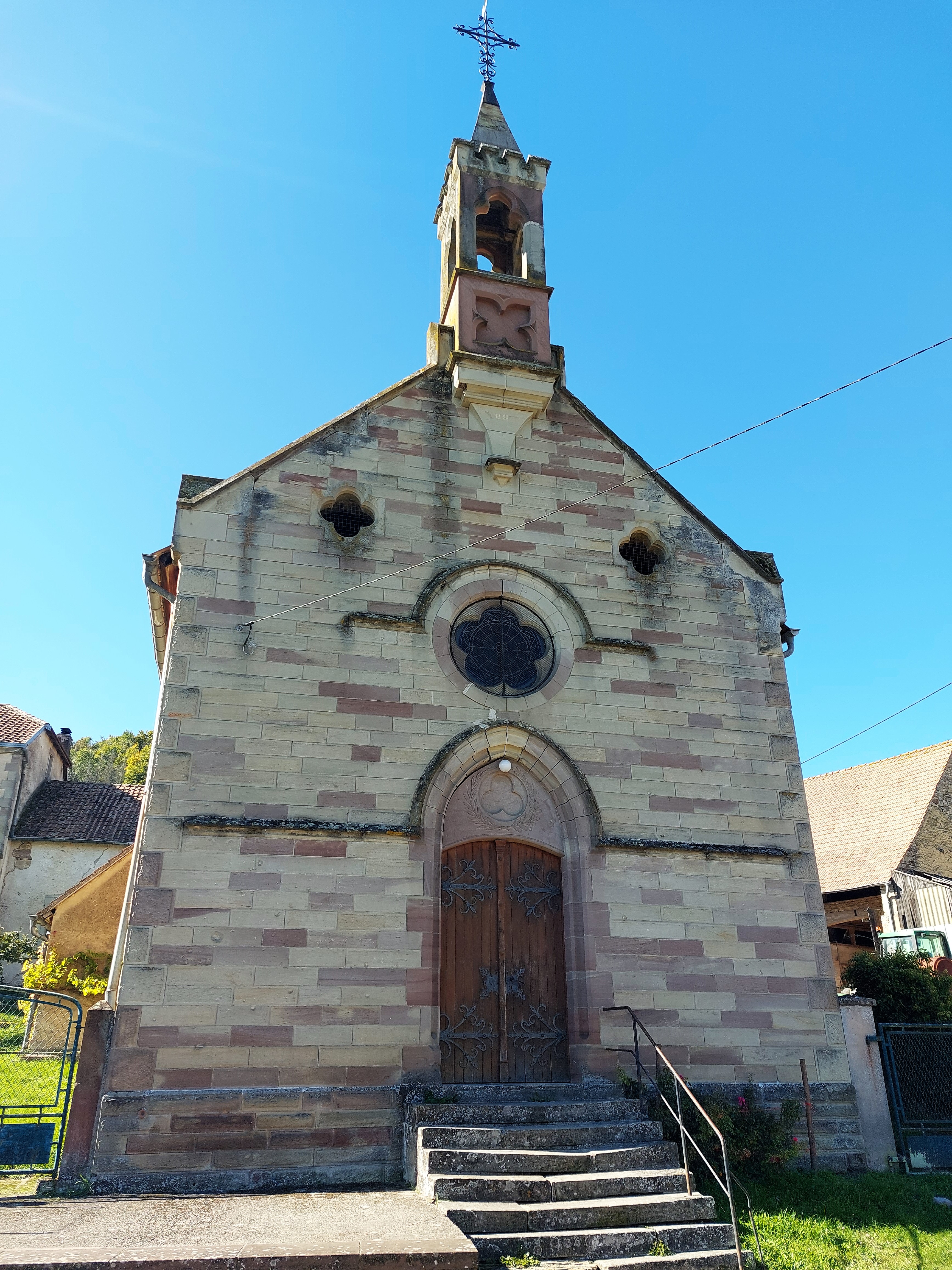
L'église catholique
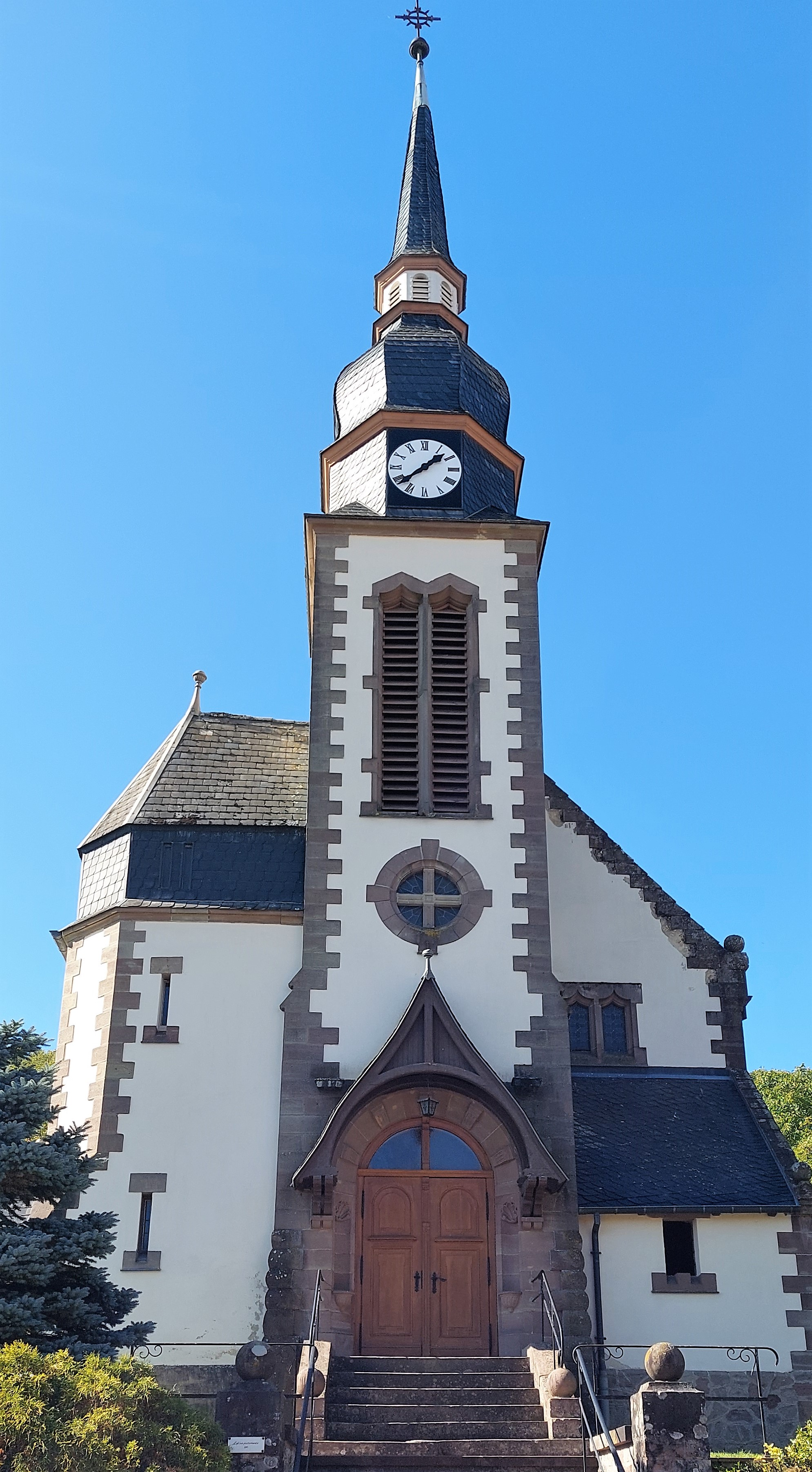
L'église protestante